# Schulenburgbrücke
Die Schulenburgbrücke ist eine stählerne Bogenbrücke mit mittiger Fahrbahn und Windverband im Berliner Ortsteil Wilhelmstadt des Bezirks Spandau über die Untere Havel-Wasserstraße. Sie ist eingetragen in die Liste der Kulturdenkmale in Berlin-Spandau mit der Objekt-Dokumentations-Nr. 09085791.

## Lage
Im Zusammenhang mit dem Ausbau des Großschifffahrtsweges Berlin–Stettin und der Schleuse Spandau ließ man hier die Havel begradigen, sodass zwischen dem Havelaltarm und dem regulierten Fluss eine hochwasserfreie Insel entstand. In den Jahren 1906–1911 wurde in Spandau entlang des neugeschaffenen Hauptarmes der Havel auf einem 160.000 m² großen Gelände der Spandauer Südhafen erbaut. Zwischen den beiden Teilen des Hafens verläuft auf einem Damm die Schulenburgstraße. Die 1909 fertiggestellte stählerne Fachwerk-Bogenbrücke in Stahlnietenbauweise verbindet die östlich der Havel gelegene Schulenburgstraße mit der Götelstraße und der Weißenburger Straße.
Das Fahrwasser der Bundeswasserstraße ist unter der Brücke 68 m breit. Die Brücke verfügt über zwei Fahr- und zwei Parkstreifen.

## Zukunft
Aufgrund der mittlerweile bestehenden Bauwerksschäden ist die Brücke nach Überzeugung der Berliner Senatsverwaltung für Umwelt, Mobilität, Verbraucher- und Klimaschutz in ihrer jetzigen Konzeption nicht mehr zu erhalten. In seiner Sitzung vom 20. Juli 2021 hat der Berliner Senat 35,7 Millionen Euro für einen Ersatzneubau an gleicher Stelle freigegeben. Gemäß der Ausschreibung vom 15. Januar 2023 mit dem Titel „Ersatzneubau der Schulenburgbrücke und Kreuzungsumbau“ ist der Neubau zwischen dem 1. Quartal 2025 und dem 1. Quartal 2028 projektiert.